# Simobius ginampus
Simobius ginampus är en mångfotingart som först beskrevs av Chamberlin 1909.  Simobius ginampus ingår i släktet Simobius och familjen stenkrypare. Inga underarter finns listade i Catalogue of Life.